# Dacoit
Dacoit är ett hindustaniskt ord för rånare och är en anglifierad variant på det inhemskt indiska ordet "dakaethee", som kommer av ordet "dakoo", vilket betyder rånare. Vad en dacoit egentligen är i allmänt språkbruk är dock snarast stråtrövare, något som fortfarande finns kvar i det moderna Indiens utkanter.
Den mest kända "dacoiten" var Phoolan Devi. 